# Aelurillus muganicus
Aelurillus muganicus är en spindelart som beskrevs av Peter Mikhailovitch Dunin 1984. Aelurillus muganicus ingår i släktet Aelurillus och familjen hoppspindlar. Inga underarter finns listade i Catalogue of Life.